# Bogna Sobiech
Bogna Sobiech z domu Dybul (ur. 25 marca 1990 w Chorzowie) – polska piłkarka ręczna, która występowała między innymi w Ruchu Chorzów, Borussii Dortmund i HSG Bensheim/Auerbach. Karierę zakończyła w 2021 w Uskudarze Stambuł. Reprezentowała Polskę podczas Mistrzostw Europy 2018.

## Życie prywatne
Jej mężem jest Artur Sobiech, piłkarz. Pobrali się w czerwcu 2017. Mają córkę Alicję (ur. 2021).